# Yemeni League
Die Yemeni League Division One ist die höchste Spielklasse im Männerfußball der Yemen Football Association, dem nationalen Fußballverband von Jemen. Auf Grund des Voranschreitens des Bürgerkriegs im Jemen wurde die Spielzeit 2014/15 abgebrochen und bis 2019 keine weitere Meisterschaft ausgetragen.

## Geschichte
Bereits seit 1934 wurde in der britischen Kolonie Aden Fußball gespielt. Mit der Teilung des Landes in Nordjemen und Südjemen gab es in beiden Ländern gesonderte Spielklassen. Nach der Wiedervereinigung wurde ein vierstufiges Ligasystem beschlossen. In der Premierensaison nahmen jeweils 16 Vereine aus dem Norden und dem Süden teil, diese wurden zuerst in vier Gruppen zu je acht Mannschaften einsortiert. Die vier Gruppensieger spielten dann im K.-o.-System die Meisterschaft aus. Ab der folgenden Spielzeit erfolgte die Austragung der Meisterschaft ausschließlich im Rundenturnier.
Seit der Spielzeit 2005 nehmen 14 Mannschaften an der obersten Liga teil. Die vier schlechtesten Vereine am Saisonende steigen in die Zweitklassigkeit ab, wobei es in einzelnen Spielzeiten noch zu Relegationsspielen kam. Der bestplatzierte Verein wird jemenitischer Fußballmeister und qualifiziert sich seit 2004 für den AFC Cup. Von 2007 bis 2013 durfte auch der Pokalsieger Jemens am AFC Cup teilnehmen. Seit dem AFC Cup 2014 ist der Fußballmeister Jemens nicht mehr direkt qualifiziert, sondern muss bereits in der Qualifikationsrunde antreten.
Der Austragungszeitpunkt der Meisterschaft wechselte häufig zwischen kalenderweiser und jahresübergreifender Austragung. Die abgebrochene Spielzeit 2014/15 begann am 22. August 2014. Durch den immer weiter voranschreitenden Huthi-Konflikt und der daraus resultierenden Militärintervention wurde die Spielzeit 2014/15 im Januar 2015 unterbrochen und anschließend abgebrochen. Auch die Spielzeiten 2015/16, 2016/17, 2017/18 und 2018/19 fanden nicht statt. Dann wurde eine Saison absolviert, wieder ausgesetzt (2020/21) und aktuell läuft der Spielbetrieb.

## Fußballmeister von Jemen
| Nordjemen - 1975/76: nicht ausgetragen - 1976/77: nicht ausgetragen - 1978/79: al-Wahda Sanaa - 1979/80: al-Zuhra Sanaa - 1980/81: al-Ahli Sanaa - 1981/82: al-Shaab Sanaa - 1982/83: al-Ahli Sanaa - 1983/84: al-Ahli Sanaa - 1984/85: nicht ausgetragen - 1985/86: al-Ahli Taizz - 1986/87: nicht ausgetragen - 1987/88: al-Ahli Sanaa - 1988/89: al-Yarmuk al-Rawda - 1989/90: al-Yarmuk al-Rawda | Südjemen - 1975/76: al-Wahda Aden - 1976/77: al-Tilal Aden - 1978/79: unbekannt - 1979/80: al-Tilal Aden - 1980/81: unbekannt - 1981/82: al-Tilal Aden - 1982/83: al-Tilal Aden - 1983/84: al-Shorta Aden - 1984/85: unbekannt - 1985/86: unbekannt - 1986/87: al-Tilal Aden - 1987/88: al-Wahda Aden - 1988/89: al-Wahda Aden - 1989/90: al-Shula Aden |

Yemeni League
- 1990/91: Al-Tilal Aden
- 1991/92: Al-Ahli Sanaa
- 1992/93: nicht ausgetragen
- 1993/94: Al-Ahli Sanaa
- 1994/95: Al Wahda Sanaa
- 1995/96: nicht ausgetragen
- 1996/97: Al Wahda Sanaa
- 1997/98: Al Wahda Sanaa
- 1998/99: Al-Ahli Sanaa
- 1999/00: Al-Ahli Sanaa
- 2000/01: Al-Ahli Sanaa
- 2002: Al Wahda Sanaa
- 2002/03: Al-Sha'ab Ibb
- 2003/04: Al-Sha'ab Ibb
- 2005: Al-Tilal Aden
- 2006: al-Saqr
- 2007: Al-Ahli Sanaa
- 2007/08: Al-Hilal Hudayda
- 2008/09: Al-Hilal Hudayda
- 2009/10: al-Saqr
- 2010/11: Al-Urooba Zabid
- 2011/12: Al-Sha'ab Ibb
- 2013: Al-Yarmouk al-Rawda Sanaa
- 2013/14: al-Saqr
- 2014/15: abgebrochen
- 2015/16: nicht ausgetragen
- 2016/17: nicht ausgetragen
- 2017/18: nicht ausgetragen
- 2018/19: nicht ausgetragen
- 2019/20: Al-Shaab Hadramaut
- 2020/21: nicht ausgetragen
- 2021: Fahman Abyan
- 2022/23: nicht ausgetragen
- 2023/24: Al-Ahli (Sanaa)

## Rekordmeister
Rekordmeister der ab 1990 ausgetragenen einheitlichen Liga ist der Al-Ahli Sanaa mit sechs gewonnenen Meistertiteln. Al-Ahli konnte dazu viermal die Fußballmeisterschaft Nordjemens gewinnen.
| Verein                    | Titel | Jahr                                                       |
| ------------------------- | ----- | ---------------------------------------------------------- |
| Al-Ahli Sanaa             | 7     | 1991/92, 1993/94, 1998/99, 1999/00, 2000/01, 2007, 2023/24 |
| Al Wahda Sanaa            | 4     | 1994/95, 1996/97, 1997/98, 2002                            |
| Al-Sha'ab Ibb             | 3     | 2002/03, 2003/04, 2011/12                                  |
| al-Saqr                   | 3     | 2006, 2009/10, 2013/14                                     |
| Al-Tilal Aden             | 2     | 1990/91, 2005                                              |
| Al-Hilal Hudayda          | 2     | 2007/08, 2008/09                                           |
| Al-Urooba Zabid           | 1     | 2010/11                                                    |
| Al-Yarmouk al-Rawda Sanaa | 1     | 2013                                                       |
| Fahman Abyan              | 1     | 2021                                                       |

## AFC-Vierjahreswertung
Platzierung in der AFC-Vierjahreswertung (in Klammern die Vorjahresplatzierung).
- 35.  (36.)  Republik China (Taiwan) (Liga) – Koeffizient: 3.618
- 36.  (40.)  Macau (Liga) – Koeffizient: 3.604
- 37.  (34.)  Jemen (Liga) – Koeffizient: 3.439
- 38.  (37.)  Afghanistan (Liga) – Koeffizient: 2.877
- 39.  (38.)  Nepal (Liga) – Koeffizient: 1.527

Stand: 2018